# Cvitan Galić
Cvitan Galić (ur. 29 listopada 1909 w Goricy koło Ljubuškiego, zm. 6 kwietnia 1944 w Zalužani) – pilot chorwacki, as myśliwski, drugi na liście najskuteczniejszych pilotów myśliwskich lotnictwa chorwackiego w okresie II wojny światowej. Walcząc na froncie wschodnim zniszczył 38 samolotów radzieckich na pewno, a kilka dalszych zestrzeleń nie zostało oficjalnie potwierdzonych.

## Życiorys
Urodził się w rodzinie wielodzietnej jako jedno z dziewięciorga dzieci. Karierę lotnika wojskowego rozpoczął w lotnictwie jugosłowiańskim na początku lat 30. XX wieku. W 1940 został instruktorem w szkole lotniczej w Mostarze.
Po wybuchu wojny z Niemcami Galić przedostał się do Zagrzebia i wstąpił do tworzącego się lotnictwa chorwackiego. W październiku 1941 znalazł się wraz z pierwszą grupą lotników chorwackich na froncie wschodnim.
Galić walczył w składzie 4 Grupy Myśliwskiej dowodzonej przez Franjo Džala, wyposażonej w Bf 109 E i F. Pierwsze zwycięstwo powietrzne odniósł 20 listopada 1941 roku, a jego ofiarą był I-16. Kolejne sukcesy zanotował dopiero wiosną następnego roku. W marcu 1942 Galić uzyskał piąte zwycięstwo powietrzne i został pierwszym asem lotnictwa chorwackiego. Po odniesieniu następnego zestrzelenia odznaczono go Krzyżem Żelaznym.
W czerwcu 1942 Chorwaci otrzymali Bf 109G, na których Galić odniósł kolejne zwycięstwa. Gdy w październiku odesłano go na odpoczynek do Chorwacji miał na koncie już 28 zestrzeleń i był bohaterem narodowym.
Na front Galić powrócił wiosną 1943. Największe sukcesy zanotował w czasie bitwy na Kubaniu. Do końca maja w ciężkich walkach zestrzelił 8 samolotów radzieckich. Jedną z jego ofiar był Spitfire Mk.V należący najprawdopodobniej do 57 GIAP (Gwardyjskiego Pułku Lotnictwa Myśliwskiego). Ostatnie zwycięstwa powietrzne odniósł 5 czerwca 1943, kiedy nad Krymem zestrzelił dwa ŁaGGi-3. Wkrótce potem wrócił do Chorwacji.
Na lotnisku Zalužani koło Banja Luki Galićowi powierzono szkolenie młodych pilotów i przekazywanie im doświadczeń bojowych. 6 kwietnia 1944 lotnisko zostało zaatakowane przez Spitfiry z 7 Fighter Wing SAAF (Skrzydła Myśliwskiego Południowoafrykańskich Sił Powietrznych). W tym czasie Galić wykonywał lot treningowy na MS 406. Podchodzącą do lądowania maszynę zestrzelił Spitfire Mk.VIII najprawdopodobniej z 4 Squadron (Dywizjonu) SAAF, a Galić zginął na miejscu. Nie jest to jedyna wersja jego śmierci, gdyż niektóre źródła chorwackie podają, że zginął on na ziemi podczas bombardowania lotniska Zalužani.
W czasie II wojny światowej Galić wykonał w sumie 439 lotów bojowych, w czasie których zestrzelił 38 samolotów przeciwnika (8 kolejnych zestrzeleń nie zostało potwierdzonych). Pośmiertnie awansowany do stopnia kapitana lotnictwa i odznaczony chorwackim Złotym Medalem za Odwagę. Wśród odznaczeń posiadał także Order Wojskowy Żelaznej Koniczyny, złoty Krzyż Niemiecki, Krzyż Żelazny I i II klasy.